# Списак националних паркова Мађарске
Списак националних паркова Мађарске (мађ. Magyarország nemzeti parkjainak listája) је чланак о националним парковима Мађарске.  Мађарска има десет националних паркова који покривају приближно 10 одсто територије земље. Парковима управља владина агенција за националне паркове Мађарске (мађ. Nemzeti park igazgatóság).
| Фотографија | Име                                | Успостављено       | Површина                    | Седиште               | Мапа                                                                                        | Симбол                           |
| ----------- | ---------------------------------- | ------------------ | --------------------------- | --------------------- | ------------------------------------------------------------------------------------------- | -------------------------------- |
|             | Национални парк Хортобађ           | 1973. (1. јануар)  | 809.572 km2 (312.577 sq mi) | Дебрецин              | Списак националних паркова Мађарске на карти Мађарске · Списак националних паркова Мађарске | Ждрал                            |
|             | Национални парк Кишкуншаг          | 1975. (1. јануар)  | 506.410 km2 (195.530 sq mi) | Кечкемет              | Списак националних паркова Мађарске на карти Мађарске · Списак националних паркова Мађарске | Пешчане дине                     |
|             | Национални парк Бик                | 1977. (1. јануар)  | 422.834 km2 (163.257 sq mi) | Егер (фелнемет)       | Списак националних паркова Мађарске на карти Мађарске · Списак националних паркова Мађарске | Вилино сито                      |
|             | Национални парк Агтелек            | 1985. (1. јануар)  | 201.837 km2 (77.930 sq mi)  | Јошвафе               | Списак националних паркова Мађарске на карти Мађарске · Списак националних паркова Мађарске | Шарени даждевњак                 |
|             | Национални парк Ферте-Ханшаг       | 1991. (1. јануар)  | 238.913 km2 (92.245 sq mi)  | Шарод                 | Списак националних паркова Мађарске на карти Мађарске · Списак националних паркова Мађарске | Велика бела чапља                |
|             | Национални парк Дунав-Драва        | 1996. (1. јануар)  | 497.516 km2 (192.092 sq mi) | Печуј                 | Списак националних паркова Мађарске на карти Мађарске · Списак националних паркова Мађарске | Флора, Дунав и Драва             |
|             | Национални парк Кереш-Марош        | 1997. (16. јануар) | 512.465 km2 (197.864 sq mi) | Сарваш                | Списак националних паркова Мађарске на карти Мађарске · Списак националних паркова Мађарске | Велика дропља                    |
|             | Национални парк Балатонске планине | 1997.              | 570.190 km2 (220.150 sq mi) | Чопак                 | Списак националних паркова Мађарске на карти Мађарске · Списак националних паркова Мађарске | Остатак, Primula farinosa и Вода |
|             | Национални парк Дунав-Ипeљ         | 1997.              | 606.760 km2 (234.270 sq mi) | Будимпешта и Естергом | Списак националних паркова Мађарске на карти Мађарске · Списак националних паркова Мађарске | Алпска стрижибуба                |
|             | Национални парк Ершег              | 2002               | 440.483 km2 (170.071 sq mi) | Ерисентпетер          | Списак националних паркова Мађарске на карти Мађарске · Списак националних паркова Мађарске | Велики тетреб and Daphne cneorum |